# Ruta Estatal de Alabama 63
La Ruta Estatal de Alabama 63, y abreviada SR 63 (en inglés: Alabama State Route 63) es una carretera estatal estadounidense ubicada en el estado de Alabama, cruza los condados de Elmore, Tallapoosa y Clay. La carretera inicia en el Sur desde la AL 14  en el condado de Elmore en sentido Norte hasta finalizar en la AL 9  el condado de Clay. La carretera tiene una longitud de 73,79 km (45.85 mi).

## Mantenimiento
Al igual que las autopistas interestatales, y las rutas federales y el resto de carreteras estatales, la Ruta Estatal de Alabama 63 es administrada y mantenida por el Departamento de Transporte de Alabama por sus siglas en inglés ALDOT.

## Cruces
La Ruta Estatal de Alabama 63 es atravesada principalmente por la
US 280 y la
AL 22     en Alexander City